# Труд (Кемеровская область)
Труд — село в Промышленновском районе Кемеровской области. Административный центр Тарабаринского сельского поселения.

## География
Центральная часть населённого пункта расположена на высоте 166 м над уровнем моря.

## Население
| 2010 |
| ---- |
| 394  |

### Половой состав
По данным Всероссийской переписи населения 2010 года, в селе Труд проживало 394 человека (195 мужчин, 199 женщин).